# Cyclophora annulatum
Cyclophora annulatum là một loài bướm đêm trong họ Geometridae.